# Aire d'attraction de Sillé-le-Guillaume
L'aire d'attraction de Sillé-le-Guillaume est un zonage d'étude défini par l'Insee pour caractériser l’influence de la commune de Sillé-le-Guillaume sur les communes environnantes. Publiée en octobre 2020, elle se substitue à l'aire urbaine de Sillé-le-Guillaume, qui comportait 2 communes dans le dernier zonage qui remontait à 2010.

## Définition
L'aire d'attraction d'une ville est composée d’un pôle, défini à partir de critères de population et d’emploi ainsi que d’une couronne constituée des communes dont au moins 15 % des actifs travaillent dans le pôle. Le pôle d’attraction constitue ainsi un point de convergence des déplacements domicile-travail,.

## Type et composition
L’aire d'attraction de Sillé-le-Guillaume est une aire intra-départementale qui comporte 5 communes dans la Sarthe. 
Elle est catégorisée dans les aires de moins de 50 000 habitants, une catégorie qui regroupe 12,2 % au niveau national.

### Carte

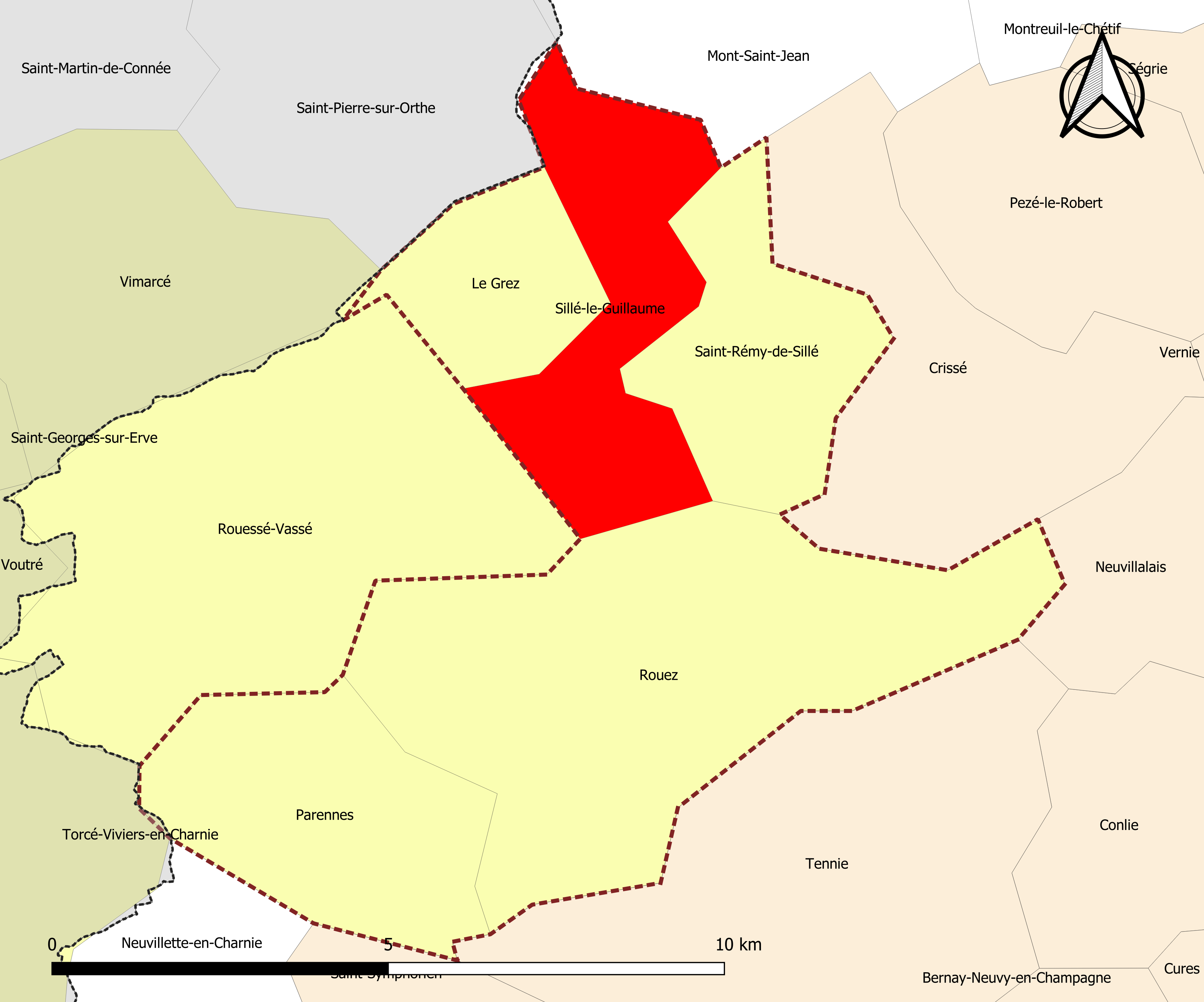
Carte de l'aire d'attraction de Sillé-le-Guillaume.
Commune-centre
Commune de la couronne

### Composition communale
| Nom                                 | Code Insee | Département | Statut                 | Superficie (km2) | Population (dernière pop. légale) | Densité (hab./km2) | Modifier                                    |
| ----------------------------------- | ---------- | ----------- | ---------------------- | ---------------- | --------------------------------- | ------------------ | ------------------------------------------- |
| Sillé-le-Guillaume (commune-centre) | 72334      | Sarthe      | commune-centre         | 12,90            | 2 192 (2022)                      | 170                | modifier les données · modifier les données |
| Le Grez                             | 72145      | Sarthe      | commune de la couronne | 7,45             | 384 (2022)                        | 52                 | modifier les données · modifier les données |
| Parennes                            | 72229      | Sarthe      | commune de la couronne | 14,50            | 449 (2022)                        | 31                 | modifier les données · modifier les données |
| Rouez                               | 72256      | Sarthe      | commune de la couronne | 33,65            | 808 (2022)                        | 24                 | modifier les données · modifier les données |
| Saint-Rémy-de-Sillé                 | 72315      | Sarthe      | commune de la couronne | 11,25            | 832 (2022)                        | 74                 | modifier les données · modifier les données |